# Mahia
Il Mahia (in arabo ماء حياة‎?) è una bevanda alcolica marocchina derivata dalla distillazione di datteri o di fichi.

## Descrizione
Il Mahia è un distillato tradizionalmente associato alla comunità ebraica marocchina, derivato da frutta come fichi, datteri, uva, giuggiole e aromatizzato all'anice. Il suo nome in arabo significa letteralmente acquavite.